# Como 1907
Como 1907 talijanski je nogometni klub sa sjedištem u gradu Como, koji se nalazi u Lombardiji. 
Trenutačno nastupa u Serie A, najvišem rangu talijanskog nogometa, u koji se vratio 2024. godine nakon više od dva desetljeća izbivanja.

## Povijest
Klub je osnovan 25. svibnja 1907. godine pod imenom Como Foot-Ball Club. Prvi put je nastupio u Serie A tijekom sezone 1949./50.
Klub je 2004. i 2016. bankrotirao te je privremeno prestao s natjecanjem. Godine 2017. obnovljen je pod imenom Como 1907 i uvršten u Serie D, četvrti rang talijanskog nogometa.
Novi uzlet započinje 2019. godine kada klub preuzima indonezijska tvrtka Djarum Group putem svoje podružnice SENT Entertainment. U vlasničkoj strukturi ističu se braća Robert Budi i Michael Bambang Hartono, najbogatiji ljudi u Indoneziji.